# Letenice
Letenice – wieś w Słowenii, w gminie miejskiej Kranj. W 2018 roku liczyła 120 mieszkańców. 